# Zalutschia humphriesiae
Zalutschia humphriesiae är en tvåvingeart som beskrevs av Herndon Glenn Dowling, Jr. och Murray 1980. Zalutschia humphriesiae ingår i släktet Zalutschia och familjen fjädermyggor.
Artens utbredningsområde är Irland. Arten har ej påträffats i Sverige. Inga underarter finns listade i Catalogue of Life.